# Náhon
Náhon (niem. Nahon) – część hradeckich dzielnic Malšovice oraz Nový Hradec Králové, która jest położona zwłaszcza wzdłuż starej drogi łączącej Malšovice, Malšovą Lhotę oraz Svinary i nosi nazwę ludową Hrázka (po tamie zlikwidowanego Nowego Stawu, która jest widzialna do dzisiaj).

## Geografia i przyroda

### Położenie
Náhon jest położony na obszarze Kotliny Czeskiej. Jego współrzędne geograficzne: 50°11'57" długości geograficznej wschodniej oraz 15°51'58" szerokości geograficznej północnej (budynek gościńca U Zezuláků).

### Hydrologia
Jedynym znaczącym ciekiem wodnym znajdującym się na obszarze Náhonu, jest potok „Hrázka“. Od pierwszej połowy XIX wieku nie ma tutaj żadnego zbiornika wodnego.

### Geologia
Geologia miejscowości jest bardzo prosta. Zdecydowana większość jej płaskiej powierzchni jest utworzona przez piaski i żwiry górnego plejstocenu. W okolicy potoku „Hrázka“ dominują mieszane osady holoceńskie.

### Fauna i flora
Lokalna fauna i flora składa się z typowych gatunków Europy Środkowej. Na terenie miejsca po Nowym Stawu i okolicy potoku Hrázka dominują dęby z domieszką leszczyny pospolitej, czeremchy pospolitej, olszy czarnej oraz bzu czarnego. Las w kierunku Nowego Hradca Králové jest mocno porośnięty sosnami i blisko Lhoty Malšovej świerkami. Flora jest reprezentowana przeważnie przez zawilec gajowy, knieć błotną oraz kopytnik pospolity.

### Ochrona przyrody
W miejscowości nie znajdują się obszary chronione.

## Demografia

### Liczba ludności
| Rok             | 1833 | 1843 | 1877 | 1890 | 1910 | 1921 |
| --------------- | ---- | ---- | ---- | ---- | ---- | ---- |
| Liczba ludności | 107  | 185+ | 245+ | 375+ | 639+ | 553+ |

+ Tylko malšovicka część

### Liczba domów
| Rok          | 1825 | 1833 | 1840 | 1843 | 1877 | 1890 | 1910 | 1921                                           |
| ------------ | ---- | ---- | ---- | ---- | ---- | ---- | ---- | ---------------------------------------------- |
| Liczba domów | 12   | 17   | 24+  | 25+  | 31+  | 35+  | 66+  | 75 (malšovicka część), 17 (nowohradecka część) |

+ Tylko malšovicka część

## Historia
W średniowieczu na miejscu były tylko lasy, pastwiska i stawy. Dlatego temu miejscu nie zaszkodziły wielkie powodzie 22 czerwca 1445 oraz 15 lutego 1655. Náhon powstał jako osada gminy Malšovice dopiero w końcu XVIII wieku. Jego nazwa pochodzi od kanału doprowadzającego wodę do Nowego Stawu (powstałego w 1496 i zwanego też Na Obci) oraz stawu Nadýmač w okolicy Bielcza nad Orlicą.
W 1768 r. obok Nowego Stawu został zbudowany tartak. W tym czasie istniał tutaj już młyn. Jego właścicielem został w 1772 młynarz Jan Sladomel. W 1822 w młynie również obrabiano jagły. Błędem byłoby nie wspomnieć o wielkiej powodzi 5-6 lutego 1775, która przyniosła nie tylko szkody majątkowe, ale na dodatek w całych Malšovicach pochłonęła 3 dzieci i jednego dorosłego.
W 1789 Jan Pochybovský kupił tutaj od miasta kawałek pastwiska i następnie zbudował dom z ogrodem. W okolicy Nowego Stawu osiedlił się Jan Záhorský. Ten najpierw założył ogród i później także dom. Następnie przyszli tutaj inni mieszkańcy i w 1791 nowa osada nosiła już nazwę Náhon. Dowodem tego jest umowa, w której Josef Kotrč kupił od Anny Součkowej pole przy Náhonie.
W 1818 została uczyniona wzmianka o domu Jana Jetela. Końcem VIII wieku i na początku XIX wieku budowano domy w novohradeckiej oraz malšovickiej części wyłącznie z drewna, nowe od końca XIX wieku pojawiają się już tylko z cegieł. Do miasteczka Nový Hradec Králové należały domy nr 229, 231-233, 236-237, 241, 248, 258, 261, 271-272, 274-278, 475-478; pozostałe domy były częścią Malšovic.
Ostatnia wzmianka o istnieniu Nowego Stawu jest z 1833. Krótko potem staw został zamieniony na lasy. Taki sam los jak staw spotkał niektóre domy, ponieważ wiele z nich zniknęło podczas częstych pożarów, np. w 1846 r. (szkoła) oraz w 1847 r. (młyn).
Rok 1849 oznaczał niezależność malšovickiego Náhonu od miasta Hradec Králové. W następnym roku został połączony z hradecką i přímską częścią Malšovic oraz osadą Zámostí. Została tak stworzona wspólna gmina polityczna oraz katastralna pod nazwą Malšovice i od tej pory jest Náhon jej częścią.
Dla remontów dróg oraz innych miejsc publicznych miało wielkie zasługi miejscowe Towarzystwo Upiększania, które zostało założone pod nazwą „Towarzystwo Komenský“ w 1898. W latach 1915–1916 została np. zbudowana droga przez Náhon. Pięć lat wcześniej wybudowano gościniec „Na Hrázce“ z salą do zabaw oraz łaźnią kąpielową. W tym samym czasie zostały postawione przez braci Bursów wille i inne domy aż do granicy katastru miasta Hradec Králové. W 1913 r. została uruchomiona sieć elektryczna z malšovickiego młyna, sześć lat później została energia elektryczna dostarczona z Elektrowni Miejskiej w Hradcu Králové (dzisiejsza Łabska Elektrownia „Hučák“) i w 1921 r. nastąpiło uruchomienie publicznego oświetlenia miejscowej drogi.
Rozwój miejscowości został obok wielu osiągnięć kilka razy zakłócony przez klęski żywiołowe, i to nie tylko przez już wspomniane powodzie, ale również przez parę wichur, np. 1 września 1899 oraz 4 lipca 1929.
Po utworzeniu Czechosłowacji były prowadzone rozmowy o przyłączeniu novohradeckiej części, ale zakończyły się niepowodzeniem ze względu na wyższe zobowiązanie podatkowe. Dopiero dziesięć lat później, w 1929 r., mieszkańcy novohradeckiej części wyrazili na to zgodę, lecz przeszkodził temu opór gminy novohradeckiej. W 1927 została zjednoczona numeracja miejscowych nieruchomości z Malšovicami i z sołectwa gminy stała się prosta dzielnica bez sołtysa. Od tej pory wszystkie kompetencje przejął tylko burmistrz, miejska rada oraz przedstawicielstwo Malšovic.

## Zabytki
- Dzwonniczka z 1912
- Rzeźba św. Jana Nepomucena z 1860
- Pomnik Jana Husa (położenie kamienia węgielnego 8 lipca 1923[6], odsłonięcie pomnika 8 lipca 1924)
- Budynek Szkoły Podstawowej Úprkova z 1905
- Krzyż z piaskowca w okolicy restauracji „U Čechů“
- Willa małżonków Matějków z lat 2005–2007[7]
- Restauracja „Na Hrázce“ z 1910
- Restauracja „U Zezuláků“ z 1820[8]
- Restauracja „Zděná bouda“ (rekonstrukcja 2010–2011)
- Cmentarz leśny z 1940 z wielkim krzyżem drewnianym oraz pomnikiem ku czci żołnierzom Armii Radzieckiej
- Gajówka „Obicka“ (były młyn, który w 1896 został majątkiem miasta Hradec Králové)[9]

## Przemysł
Przemysł najlepiej rozwinięty był w XIX wieku, ale dziś już nie istnieje. Pierwszym dużym przedsiębiorstwem została w 1835 Odlewnia Dzwonów Karla Viléma Paula i następnie również Josefa Schneidera. W 1866 odlewnię kupił rolnik Josef Pešek. W latach 70. XIX wieku istniała w dzisiejszej restauracji „U Čechů“ destylarnia spirytusu Stockheil. Znana była także stolarnia Joachyma Saxla, która powstała w 1895, i producent pianin i fortepianów Josef Kašpar (r. zał. 1910).

## Rolnictwo
Nie istnieje.